# Aderus pilicornis
Aderus pilicornis es una especie de coleóptero de la familia Aderidae. Fue descrita científicamente por Maurice Pic en 1910.

## Distribución geográfica
Habita en las montañas Usambara (Tanzania).